# Microcoelia
Microcoelia es un género con 30 especies de orquídeas de hábitos epífitas. Se encuentra en Madagascar y África tropical.

## Descripción
Son planta epífitas sin hojas, ocasionalmente puede ser litófita. Este género sin hojas deber estar instalado sobre suave madera, así sus raíces pueden recibir el sol para efectuar la fotosíntesis, si no, moriría. Necesitan regularmente durante todo el año agua y fertilizante, la luz del sol y la humedad permite su florecimiento.

## Especies deMicrocoelia
- Microcoelia aurantiaca  (Schltr.) Summerh. (1943)
- Microcoelia bispiculata  L.Jonss. (1981)
- Microcoelia bulbocalcarata  L.Jonss. (1981)
- Microcoelia caespitosa  (Rolfe) Summerh. (1936)
- Microcoelia corallina  Summerh. (1945)
- Microcoelia cornuta  (Ridl.) Carlsward (2006)
- Microcoelia decaryana  L.Jonss. (1981)
- Microcoelia dolichorhiza  (Schltr.) Summerh. (1943)
- Microcoelia elliotii  (Finet) Summerh. (1943)
- Microcoelia exilis  Lindl. (1830) - especie tipo
- Microcoelia gilpinae  (Rchb.f. & S.Moore) Summerh. (1943)
- Microcoelia globulosa  (Hochst.) L.Jonss. (1981)
- Microcoelia hirschbergii  Summerh. (1943)
- Microcoelia jonssonii  Szlach. & Olszewski (2001)
- Microcoelia koehleri  (Schltr.) Summerh. (1943)
- Microcoelia konduensis  (De Wild.) Summerh. (1943)
- Microcoelia leptostele  (Summerh.) L.Jonss. (1981)
- Microcoelia macrantha  (H.Perrier) Summerh. (1943)
- Microcoelia macrorhynchia  (Schltr.) Summerh. (1936)
- Microcoelia megalorrhiza (Rchb.f.) Summerh. (1943)
- Microcoelia microglossa  Summerh. (1936)
- Microcoelia moreauae  L.Jonss. (1981)
- Microcoelia nyungwensis  L.Jonss. (1981)
- Microcoelia obovata  Summerh. (1945)
- Microcoelia ornithocephala  P.J.Cribb (1985)
- Microcoelia perrieri  (Finet) Summerh. (1943)
- Microcoelia physophora  (Rchb.f.) Summerh. (1943)
- Microcoelia sanfordii  L.Jonss. (1981)
- Microcoelia smithii  (Rolfe) Summerh. (1943)
- Microcoelia stolzii  (Schltr.) Summerh. (1943)